# Пиж'я
Пи́ж'я (рос. Пыжья) — річка в Удмуртії (Селтинський район), Росія, права притока Кирчми.
Річка починається біля самого кордону з Кіровською областю. Русло спрямоване на південний схід. Впадає до Кирчми навпроти присілку Рисай.
Русло вузьке, долина широка, витоки знаходяться в болотистій місцевості. Береги повністю заліснені та заболочені. Приймає декілька дрібних приток, в нижній течії створено ставок площею 0,12 км². У верхній течії річку перетинає вузькоколійна залізниця.